# Ignacio Guadalupe
Ignacio Guadalupe Martínez Martán (Naco, Sonora, 13 de março de 1960) é um renomado ator mexicano de cinema, teatro e televisão. 

## Biografia
Estudou arte dramática no Centro Universitario de Teatro da UNAM e no núcleo de Estudos Teatrais , com o professor Héctor Mendoza.
Trabalhou como guionista em 11 capítulos da série El Abogado Práctico. Foi co-guionista no filme El Chivo, de 1992. Porém ingressou na indústria cinematográfica como ator em 1984, no filme Vidas errantes. Posteriormente participou de outros filmes, como El ombligo de la luna , El último túnel, Pueblo de madera, En medio de la nada e La última batalla. 
Em 1997, estreou na televisão, na novela Huracán. Logo depois integrou o elenco das novelas Abrázame muy fuerte, La Otra, Mariana de la noche, Barrera de amor, Corazón salvaje, La fuerza del destino, Mentir para vivir, La gata e Me atrevo a amarte. 

## Prêmios e Indicações

### Premios Ariel
| Ano  | Categoria                   | Filme            | Resultado |
| ---- | --------------------------- | ---------------- | --------- |
| 2007 | Melhor co-atuação masculina | Pueblo de madera | Indicado  |
| 1985 | Melhor ator                 | Vidas errantes   | Indicado  |

### Diosas de Prata
| Ano  | Categoria             | Filme          | Resultado |
| ---- | --------------------- | -------------- | --------- |
| 2007 | Melhor ator de quadro | Al otro lado   | Indicado  |
| 1985 | Melhor ator revelação | Vidas errantes | Venceu    |

## Ligações Externas
Ignacio Guadalupe. no IMDb.